# Vlasta Schönová
Vlasta Schönová, později Vlasta Šanová, v Izraeli známá jako Nava Shan-Herrmann (1. září 1919 Praha – 3. srpna 2001 Kirjat Chajim u Haify, Izrael) byla česko-izraelská herečka a režisérka.

## Rodina
Narodila v židovské rodině Šalamouna Schöna (1882–1944) a Magdaleny Schönové (1889–1944), herečky, v Praze jako třetí ze čtyř dcer. Již v mládí se zajímala o divadlo a vystupovala v dětských rolích v Divadle na Vinohradech. Studovala na gymnáziu. Kvůli nacistům si změnila jméno na Šanová.

## Divadlo
V roce 1937 začala spolupracovat s avantgardním Divadelním kolektivem mladých, soustředěným kolem Pavla Schönfelda (později známý jako Pavel Tigrid).
Spolu s Gustavem Schorschem spoluzaložila Divadélko pro 99 a nastudovala zde roli v monodramatu Lidský hlas od Jeana Cocteau. V sezóně 1939/1940 hrála v kočovné divadelní společnosti, která byla však brzy rozpuštěna. V roce 1940 působila v loutkovém divadle Jana Malíka v pražské Libni.

## Období 2. světové války
Rodina (kromě nejstarší dcery Žofie (* 1913), provdané Pejšové, která žila jinde) byla zařazena do transportu do Terezína v červenci 1942. Otec s matkou a Vlastinou sestrou Annou (1915–1944) skončili v Osvětimi v plynových komorách. Sestře Marii (1922–1968) se podařilo se skupinou vězeňkyň uprchnout v prosinci 1944 při návratu z prací mimo tábor.

### Terezín
V Terezíně se Vlasta (řečená Váva) podílela na kulturní činnosti v oblasti divadla. Hrála a režírovala, připravovala recitační večery. Hrála také v představeních Gustava Schorsche a Jany Šedové. Také se zabývala divadlem pro děti a loutkovým divadlem.

### Režie v Terezíně
- 1942 Jean Cocteau: Lidský hlas (na programu bylo až do roku 1945 – hráno střídavě v českém a německém jazyce)[5]
- 1943 František Langer: Velbloud uchem jehly
- 1943 K. H. Mácha: Máj (recitační večer)
- 1943 Jiří Wolker: Hrob
- 1943 Jiří Wolker: Nemocnice
- 1943 Egon Redlich: Velký stín
- 1943 Jan Karafiát: Broučci (dětská opera, 30 repríz) (znovu nastudováno v roce 1945)
- 1944 Edmond Rostand: Romantikové
- 1944 Dobrodružství medvídka Pu
- 1944 R. Kipling: Mauglí (nastudování nedokončeno)

## Období po válce

### Po návratu z Terezína
Přežila válku a nastoupila do divadla na Kladně. V roce 1946 se stala krátce ředitelkou nového brněnského Městského divadla mladých.

### Život v emigraci
V květnu 1948 emigrovala do Izraele. V Izraeli se vrátila k herectví pod jménem Nava Shan. Nejdříve hrála v divadle v Haifě, později v divadle v kibucu a nakonec již jako Nava Shan- Herrmann v kočující společnosti. Také hrála v menších rolích v několika filmech. V roce 1968 navštívila Československo a setkala se se svým bývalým ctitelem Hubertem Herrmannem, kterého si v roce 1972 v Jablonci nad Nisou vzala. Krátce na to byla tehdejším komunistickým režimem donucena Československo opustit. Hubertu Herrmannovi se po dalších čtyřech letech podařilo vyjet za ní do Izraele. Zemřel 31.7. 1994.

## Citát
| „                 | Myslím, že už jí bylo kolem sedmdesátky, ne-li víc, ale stále to byla fascinující osobnost, plná plánů, plná optimismu. Musím se přiznat, že jsem jí trochu záviděl, já takový optimista nejsem. Ale musel jsem ji obdivovat. Pak jsme šli do restaurace. Ona mluvila, my všichni jsme seděli kolem ní a vlastně jsme se nedostali skoro ke slovu. Vyprávěla, jak prodělala chemoterapii, jak jezdila se svým divadlem jednoho herce po Izraeli, jak hrála „Lidský hlas“ v Terezíně, jak se zamilovávala, až se zamilovala definitivně a čekala, až se její manžel bude moci přestěhovat za ní, z Čech do Izraele. | “ |
| — Arnošt Goldflam | |   |

## Biografie
- 1993 Vlasta Schönová: Chtěla jsem být herečkou, vyd. Ivo Železný

## Rozhlas
- 2007 – Marie Třešňáková: Vlasta Schönová na cestě tam, zpět a zase tam, režie Michal Lázňovský[7]

## Filmografie, výběr
- 1966 Sinaia, role: ?, režie Ilan Eldad